# Sosígenes Costa
Sosígenes Marinho Costa ( Belmonte, 11 de noviembre de 1901 - Río de Janeiro, 5 de noviembre de 1968 ) fue un poeta, periodista y profesor brasileño . Participó de la Academia dos Rebeldes, grupo literario modernista liderado por el periodista y escritor bahiano Pinheiro Viégas (1865-1937).

## Biografía
Nacido en Belmonte, al sur de Bahía, la ciudad apareció en varios de sus poemas. A principios de la década de 1920 comenzó a publicar sus versos en periódicos y revistas. A los 25 años se trasladó a Ilhéus, ciudad donde produjo la mayor parte de su obra y donde trabajó como maestro de escuela primaria, telegrafista, administrativo y secretario de la Asociación Comercial. A partir de 1928 debutó en la prensa y colaboró como redactor en el diario Diário da Tarde y, esporádicamente, en periódicos de Salvador, Río de Janeiro y São Paulo. En el mismo año, debido a su pasión por la literatura, se unió a la Academia dos Rebeldes, grupo modernista liderado por Pinheiro Viégas, e integrado por Alves Ribeiro, Clovis Amorim, Dias da Costa, Da Costa Andrade, Jorge Amado, Walter da Silveira, entre otros, que quisieron cambiar la literatura bahiana junto con los grupos Samba y Arco & Flexa. Se jubiló en 1954 como operador de telégrafos de la antigua DCT ( Departamento de Correos y Telégrafos ), un tiempo después se trasladó a Río de Janeiro, donde vivió hasta su muerte en 1968. Su primer libro fue Obra Poética, publicado en 1959 por la editorial Leia, por el que recibió el Premio Jabuti de Poesía y el Premio Paula Brito.

## Reconocimiento
La Biblioteca Pública Municipal de la ciudad de Belmonte, ubicada en el Edificio del Instituto de Cacau da Bahia, lleva su nombre.
El campus de la Universidad Federal del Sur de Bahía (UFSB), ubicado en Porto Seguro, también lleva su nombre.
En 1960, resultó ganador de la segunda edición del Premio Jabuti de Literatura, en la categoría Poesía con el libro Obra poética .
También como el libro Obra Poética, fue ganador, en Río de Janeiro, del Premio Paula Brito.

## libros publicados
- Obra Poética, 1959 - Editorial Lectura.
- Iararana, 1979 - Editorial Cultrix.
- Poesía Completa, 2001 - Consejo Estatal de Cultura de Bahía.
- Crónicas y Poemas completos, 2001 - Fundación Cultural de Ilhéus.